# Radio Rur
Radio Rur ist der Lokalsender für den Kreis Düren in NRW.

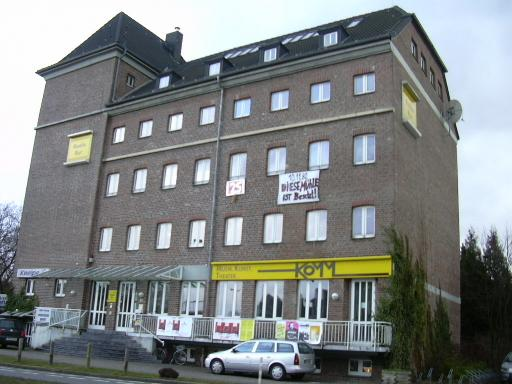
Die Pleußmühle

## Allgemeines
Seit dem 19. September 1992 ist Radio Rur auf Sendung. Chefredakteur des Senders ist Dietrich Meier. Die Studios und Redaktionsräume befanden sich bis zum 21. September 2020 im Zentrum von Düren (August-Klotz-Straße) in der Pleußmühle. Seit dem 22. September 2020 ist Radio Rur in der Gutenbergstraße 12 im Dürener Norden ansässig.
Die Musik von Radio Rur wird vom heutigen Rahmenprogrammanbieter Radio NRW zusammengestellt. Vom Sendestart im September 1992 bis zum 11. Juli 1993 hat Radio Rur sein Rahmenprogramm von RTL Baden-Württemberg übernommen. In Nordrhein-Westfalen haben sich zu jener Zeit auch 107.8 Antenne AC (Kreis Aachen) und Welle West (Kreis Heinsberg) dieser Alternative zu Radio NRW bedient. RTL war auch an der damaligen Betriebsgesellschaft des Senders beteiligt. Aufgrund der Intervention des damaligen Mehrheitsgesellschafters (WAZ) ist die Zusammenarbeit mit RTL Baden-Württemberg beendet worden. Seit Sommer 1993 übernimmt Radio Rur das Rahmenprogramm von Radio NRW. Hintergrund für diese Entscheidung war eine ausbleibende Erlösbeteiligung an der überregionalen Werbung im RTL-Rahmenprogramm. Kurze Zeit nach Umstellung auf ein Oldie-Format für das Luxemburger RTL-Programm ist der RTL-Rahmen komplett eingestellt worden.
Die Sendelizenz hält die Veranstaltergemeinschaft für lokalen Rundfunk im Kreis Düren e. V. mit Sitz in Düren. Die Betriebsgesellschaft des Senders wird heute als GmbH mit Sitz in Köln geführt. Gesellschafter sind Zeitungsverleger aus dem Rheinland. Als Vermarkter für Radio Rur ist die Hörfunk Service Gesellschaft (HSG) in Köln tätig, ebenfalls eine Tochtergesellschaft von M. DuMont Schauberg.
Radio Rur sendet in der Woche täglich vier Stunden Lokalprogramm. Dazu gehört die Morgensendung „Perfekt geweckt“, welche im wöchentlichen Wechsel von den Moderatoren Mick Weiser und Marc Plätzer morgens zwischen 6 und 10 Uhr moderiert wird. Ergänzend gibt es werktags von 6:30 bis 19:30 Uhr jeweils stündlich lokale Nachrichten aus dem Kreis Düren und der Region.

## Frequenzen
- 92,7 MHz: Hürtgenwald, 500 W (Fernmeldeturm Großhau)
- 107,5 MHz: Linnich, 100 W

Während die Frequenz 107,5 MHz auf das nördliche Kreisgebiet beschränkt ist, erreicht die Frequenz 92,7 MHz auch den Nordosten, so dass der Empfang bis ins Bergische Land möglich ist. Über das Webradio auf der Senderhomepage ist Radio Rur weltweit zu hören. Für Smartphones sind kostenlose Apps in den jeweiligen Stores vorhanden. Außerdem ist Radio Rur über die App radioplayer.de zu empfangen.
Seit Mai 2016 wird der Betrieb der UKW-Frequenzen durch den Anbieter Uplink Network aus Düsseldorf verantwortet, der im Rahmen einer Marktliberalisierung den Bundespost-Nachfolger Media Broadcast ersetzt.

## Bürgerradio
Das Bürgerradio wurde von Montag bis Freitag von 20 bis 21 Uhr (feiertags von 20 bis 21 Uhr) ausgestrahlt. Der Erste Dürener Rundfunkverein e. V. (EDR e. V.) sendete von Montag bis Freitag. Der Verein hat seine Sendungen im Frühjahr 2021 eingestellt.  Die Eifelstudios stellten bereits zum 1. Juli 2008 den Sendebetrieb ein. Damit wird aktuell kein Bürgerradio auf den Frequenzen des Lokalsenders ausgestrahlt.

## Persönlichkeiten
- Alfred Siewe-Reinke, Journalist, Chefredakteur bei Radio Rur 1992–1996
- Astrid Randerath, Journalistin, Moderatorin bei Radio Rur 1993–1995
- Dieter Tappert, Comedian, Moderator bei Radio Rur in den 1990er Jahren
- Torsten Knippertz, Schauspieler, Moderator bei Radio Rur 2001